# Overseas Railroad
De Overseas Railroad (Overzeese spoorweg, ook gekend als Florida Overseas Railroad, de Overseas Extension en Flagler's Folly) was een verlenging naar Key West van de Florida East Coast Railway. Key West is gelegen op 128 mijl (204,8 km) zee-inwaarts voorbij het einde van het schiereiland van Florida. De aanleg startte in 1905 en de lijn was in dienst tussen 1912 en 1935, tot hij gedeeltelijk vernield werd door de Labor Day Hurricane.

## Henry Flagler en de oorsprong van de Florida East Coast Railway
Henry Flagler (1830 - 1913) was een principaal van het concern Rockefeller, Andrews & Flagler en later tijdens de Gilded Age in de Verenigde Staten een stichter van Standard Oil. De rijke man had interesse in Florida toen hij in de late jaren 1870 een warmer klimaat zocht voor zijn zieke, eerste vrouw. Toen hij in 1881 naar Florida terugkeerde, werd hij ontwikkelaar en bouwer van hotels en spoorwegen langs de oostkust van Florida.
Beginnend met St. Augustine ging hij geleidelijk zuidwaarts. Flagler hielp aan de uitbouw van Ormond Beach, Daytona Beach, Palm Beach en werd bekend als de Father of Miami, Florida.
Het spoorwegnet van Flagler werd bekend onder de naam Florida East Coast Railway (FEC). In 1904 bereikte de FEC Homestead, ten zuiden van Miami.

## De uitbreiding naar Key West: het achtste wereldwonder
Nadat de Verenigde Staten in 1905 de bouw aankondigde van het Panamakanaal, ontstond bij Flagler grote interesse om Key West te verbinden met het vasteland. Key West was de diepwaterhaven die het dichtst gelegen was bij het kanaal en kon niet alleen voordeel halen uit de handel met Cuba en Latijns-Amerika, maar de opening van het kanaal zou ook aanzienlijke handelsmogelijkheden met het westen creëren.
Oorspronkelijk Flagler's Folly  genoemd, vergde de bouw van deze overzeese spoorlijn niet alleen heel wat technische innovaties maar ook mankracht en financiële middelen. Toen de beslissing genomen was om met het project verder te gaan, stuurde Flagler zijn ingenieur William J. Krome op pad om de potentiële routes voor de spoorlijn in kaart te brengen. De oorspronkelijke voorkeursroute verlengde de bestaande spoorlijn vanaf Homestead zuidwaarts dwars door de Everglades naar Cape Sable, waar deze het open water met een breedte van 25 mijl zou overbruggen naar Big Pine Key om dan de route naar Key West verder te zetten. Het werd echter al snel duidelijk dat een spoorlijn zuidwaarts naar Key Largo en langs de Florida Keys  veel haalbaarder was. Krome onderzocht toen de routes naar Key Largo. De ene liep over Card Point (die de eerste weg naar de Keys zou worden), de andere via Jewfish Creek die het uiteindelijke traject zou worden.
Tijdens de bouw waren op een bepaald ogenblik vierduizend man aan het werk. Tijdens de bouw, die zeven jaar duurde, werd het project bedreigd door drie tropische cyclonen: in 1906, 1909 en 1910. De aanleg kostte meer dan 50 miljoen Amerikaanse dollar.
Ondanks alle beproevingen kwam het traject van de Florida East Coast Railway naar Trumbo Point in Key West in 1912 gereed. In hetzelfde jaar reed Henry Flagler, aan boord van zijn privé-rijtuig, Key West binnen met de eerste trein. Hiermee was de overzeese spoorverbinding naar Key West en van de volledige spoorontsluiting van de oostkust van Florida voltooid. Sommigen noemden de lijn zelfs het achtste wereldwonder.

## De teloorgang
Een groot deel van de Overseas Railroad in de Middle Keys werd in 1935 zwaar beschadigd en gedeeltelijk vernield door de Labor Day Hurricane, een orkaan van categorie 5 op de schaal van Saffir-Simpson en dikwijls aangeduid als de storm van de eeuw. Deze storm maakte op 2 september 1935 meer dan 400 slachtoffers en verwoestte Long Key, de omgeving en ook het Long Key Fishing Camp van de FEC. Een reddingstrein van de FEC werd, met uitzondering van de stoomlocomotief 447, in Islamorada vernield door een stormvloed. Meer dan 40 kilometer spoor werd weggespoeld door de orkaan. Twee kilometer hiervan spoelde weer aan op het vasteland bij Cape Sable.
Al bankroet, was de Florida East Coast Railway financieel niet in staat om de vernielde delen opnieuw aan te leggen. Het baanvak en de overgebleven bruggen werden verkocht aan de staat Florida die een groot deel van de overgebleven spoorweginfrastructuur hergebruikte om er de Overseas Highway naar Key West op aan te leggen. Veel van de originele bruggen werden in de loop van de jaren 1980 vervangen. De Overseas Highway maakt deel uit van de U.S. Route 1 die loopt van Key West naar Fort Kent, Maine en vormt de snelwegverbinding met Key West. Veel oude betonnen bruggen van de Overseas Railroad blijven in gebruik als vispier of als wandelpad dat onderdeel uitmaakt van de Florida Keys Overseas Heritage Trail.
Drie bruggen (Long Key Bridge tussen Long Key en Conch Key, Knight Key Bridge tussen Knight Key en Little Duck Key en Old Bahia Honda Bridge tussen Bahia Honda Key en Spanish Harbor Key) werden in 1979 opgenomen in het National Register of Historic Places onder de naam van Overseas Highway and Railway Bridges.

## Fotogalerij

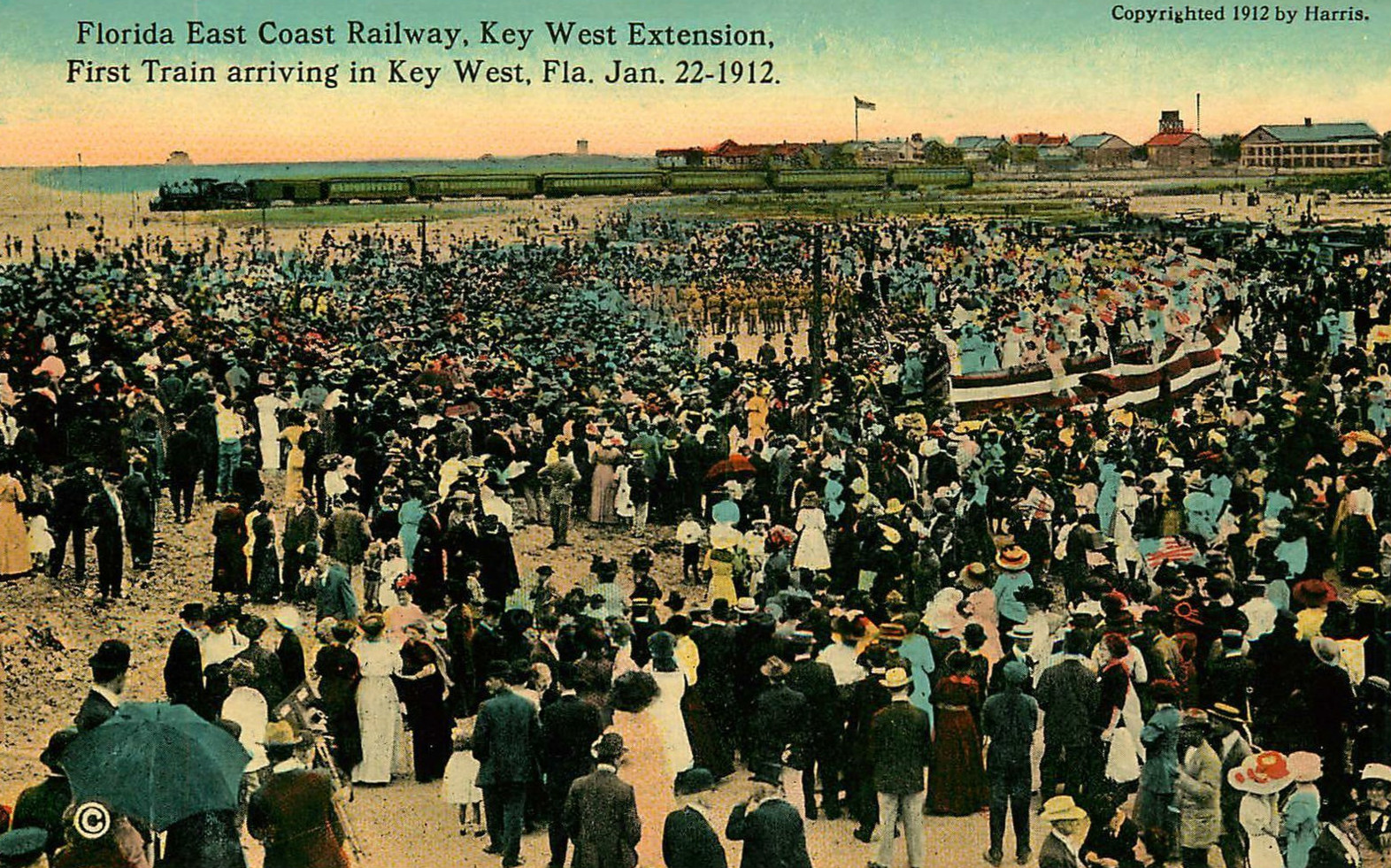
Aankomst op 22 januari 1912 van de eerste trein in Key West
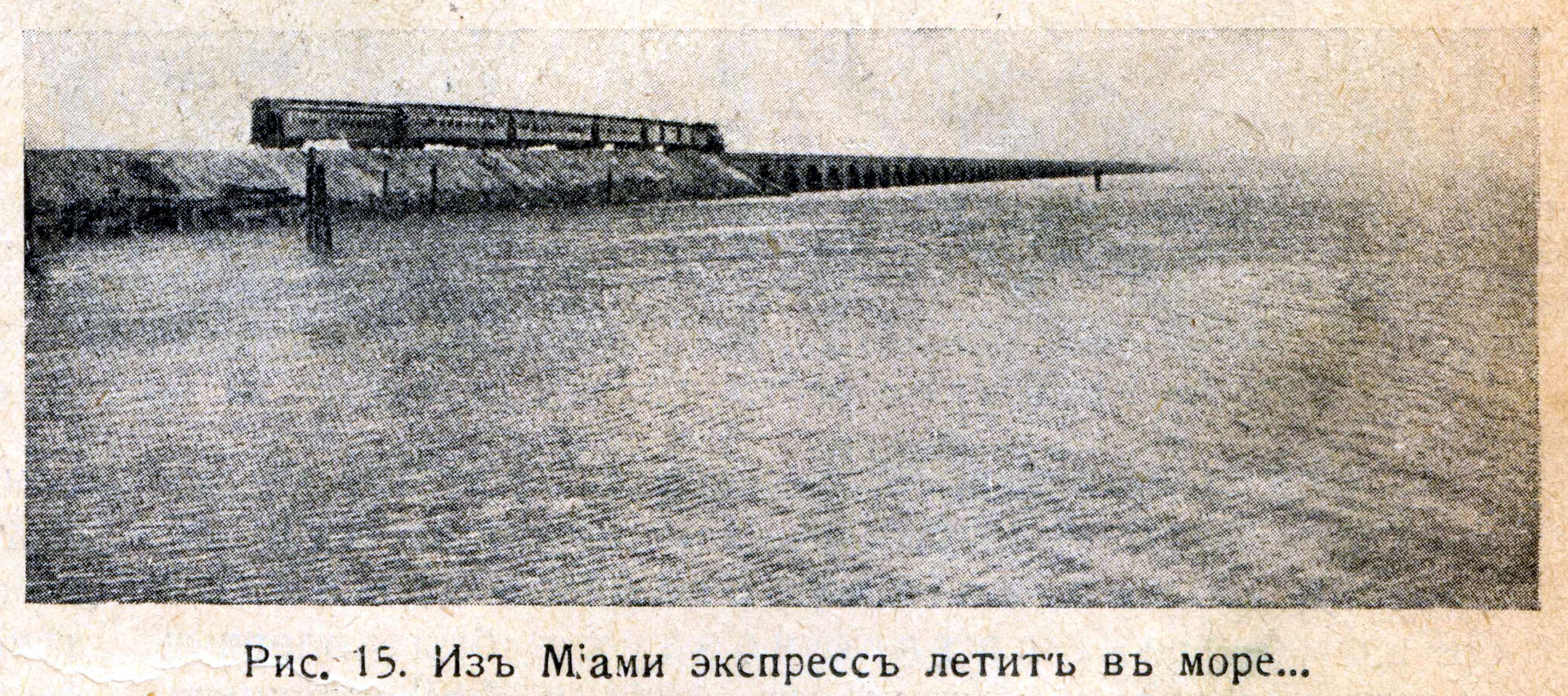
Florida ECR trein in 1912
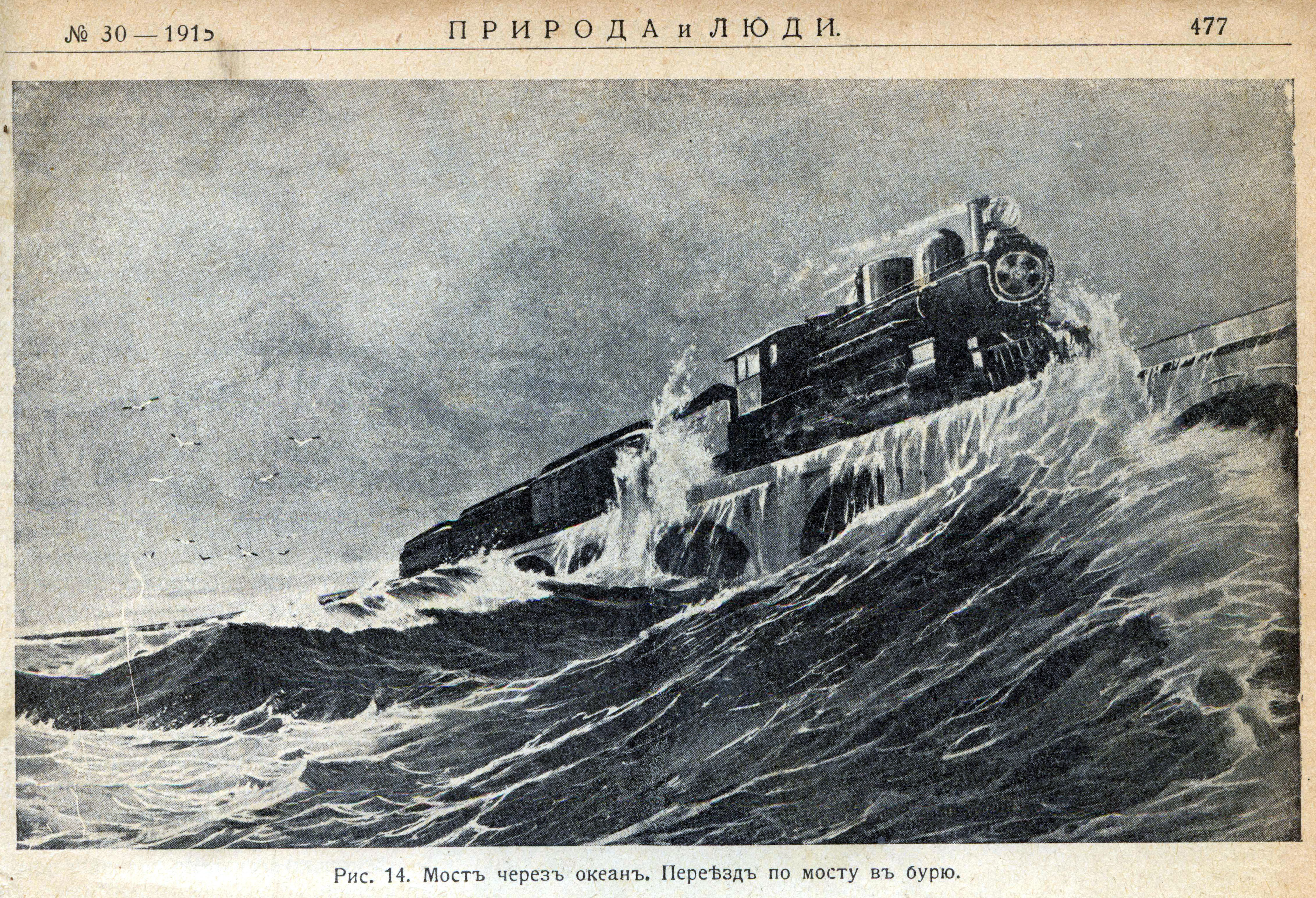
Florida ECR trein in een storm in 1912
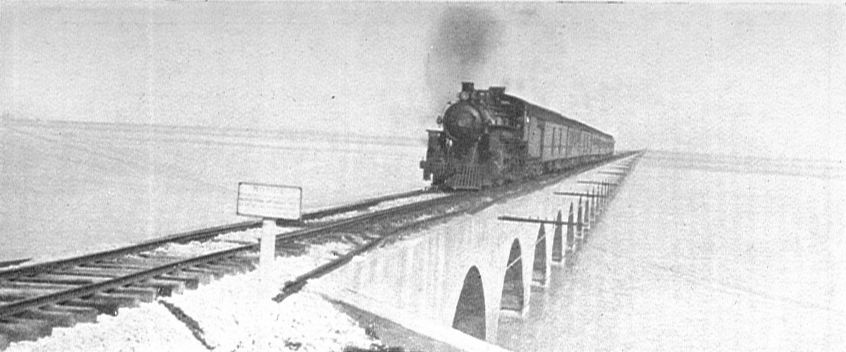
Florida ECR trein in 1928
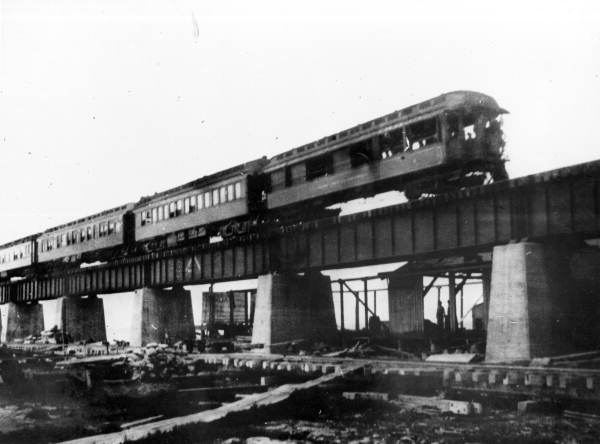
De trein van Henry Flagler met zijn privé-rijtuig Rambler op de terugweg vanuit Key West
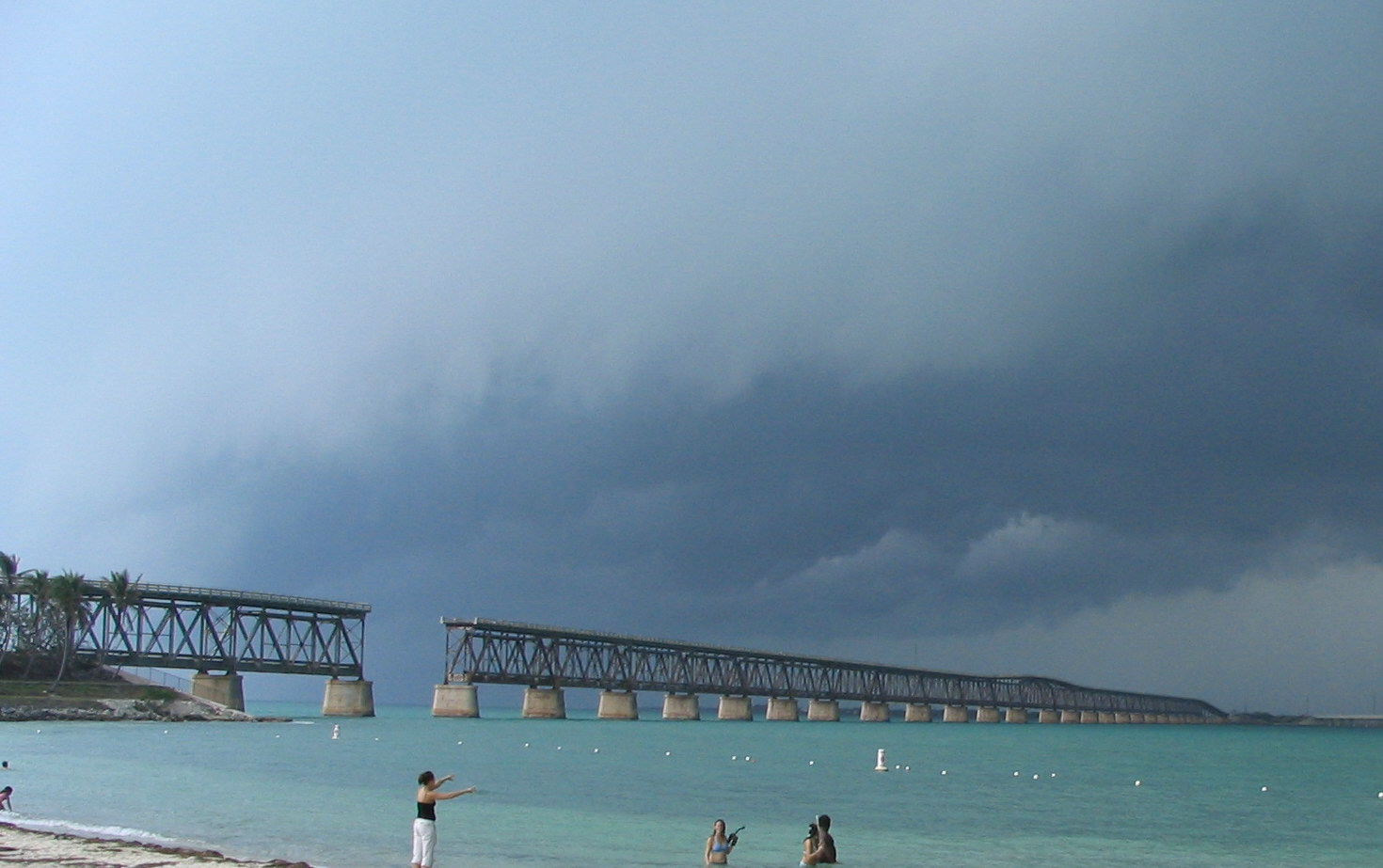
De Bahia Honda spoorbrug ten westen van Bahia Honda Key, 2006. De brug werd doorsneden om de doorgang van zeilboten toe te laten.